# Il cinque maggio
(vv. 19-24)
Il cinque maggio è un'ode scritta da Alessandro Manzoni nel 1821 in occasione della morte di Napoleone Bonaparte, esule a Sant'Elena (possedimenti d'oltremare della corona britannica nell'Oceano Atlantico).
Nell'opera, scritta di getto in tre giorni dopo aver appreso dalla Gazzetta di Milano del 16 luglio 1821 le circostanze della morte di Napoleone, Manzoni mette in risalto le battaglie e le imprese dell'ex imperatore francese, nonché la fragilità umana e la misericordia di Dio.

## Storia

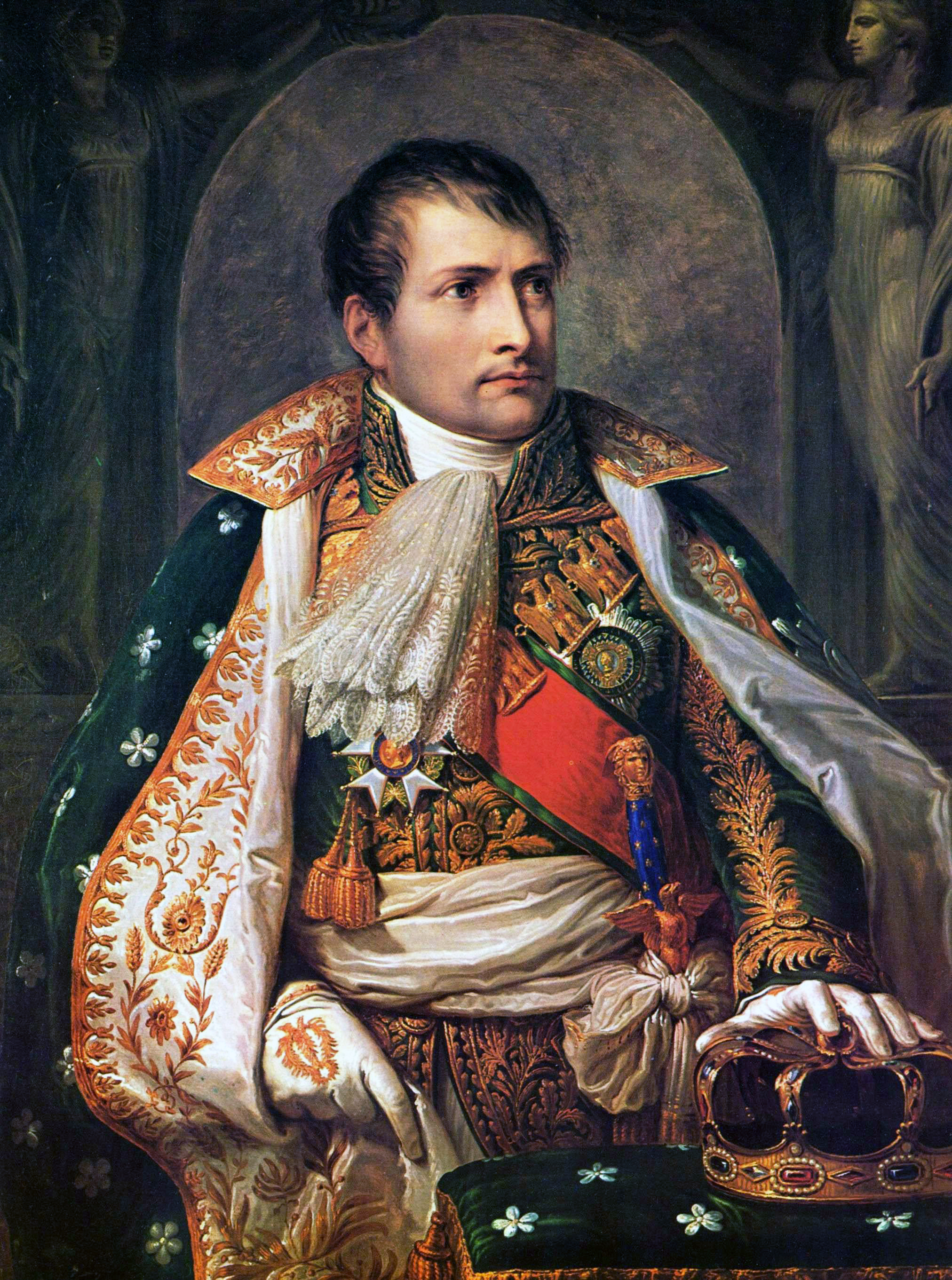
Andrea Appiani
Ritratto di Napoleone (1805)

Fu il 17 luglio 1821, leggendo il numero della Gazzetta di Milano del 16 nel giardino della sua villa di Brusuglio, che Alessandro Manzoni seppe della morte di Napoleone Bonaparte, avvenuta il 5 maggio dello stesso anno nel suo esilio all'isola di Sant'Elena. Manzoni aveva già incontrato il generale all'età di quindici anni, al teatro alla Scala, dove rimase colpito dal suo sguardo penetrante (evocato al v. 75 con l'espressione «i rai fulminei») e dal magnetismo emanato dalla sua persona, in cui riconosceva l'artefice del trapasso da un’epoca storica a un'altra; ciò malgrado, egli non manifestò né plauso né critica nei confronti di questa figura di condottiero, a differenza di altri poeti suoi contemporanei (quali Ugo Foscolo e Vincenzo Monti).
Dopo aver appreso l'inaspettata e tragica notizia, il poeta, colto da improvviso turbamento, si immerse in una profonda meditazione di carattere storico ed etico, conclusasi quando - sempre leggendo la Gazzetta di Milano - seppe della conversione di Napoleone, avvenuta prima del suo trapasso. Egli fu profondamente commosso dalla morte cristiana dell'imperatore e, preso quasi da un impeto napoleonico, compose di getto il primo abbozzo di quello che sarà Il cinque maggio, in soli tre giorni (la gestazione dell'opera, iniziata il 18 luglio, fu conclusa il 20), con una rapidità decisamente estranea al suo temperamento riflessivo.
Manzoni affidò poi la redazione del primo getto alle pagine del ms. VS. X. 3 (custodito alla biblioteca Braidense). Malgrado vi siano sostanziali discrepanze tra la prima e l'ultima versione dell'ode, a latere della bozza, nella parte destra della pagina, il poeta inserì alcuni appunti che - seppur allo stato embrionale - presagiscono sensibilmente la redazione definitiva. Ne effettuiamo un confronto:
| Primo getto | Versi a latere | Versione definitiva |
| --- | --- | --- |
| Ei fu, come al terribile Segnal della partita Tutta si scosse in fremito La Salma inorridita Come agghiacciata immobile Dopo il gran punto sta, Tale al profondo annunzio Stette repente il mondo Che non sa quando, in secoli L'uomo a costui secondo La sua contesa polvere A calpestar verrà. | Ei fu. Siccome immobile, dato il fatal sospiro, stette la salma immemore orba di tanto spiro, Tale al tonante annunzio Muta la terra sta, Trema la terra e sta. Così percossa, attonita La terra al nunzio sta. Che innanzi a lui già tacquesi, che lo nomò fatale Né sa quando una simile Orma di piè mortale La sua cruenta polvere A calpestar verrà. | Ei fu. Siccome immobile, dato il mortal sospiro, stette la spoglia immemore orba di tanto spiro, così percossa, attònita la terra al nunzio sta, muta pensando all'ultima ora dell'uom fatale; né sa quando una simile orma di piè mortale la sua cruenta polvere a calpestar verrà. |

Dopo aver finalmente composto l'ode, Manzoni la presentò alla censura austriaca, che tuttavia non ne consentì la pubblicazione: come disse Angelo De Gubernatis, infatti, «l'Austria aveva tosto riconosciuto nel Cinque Maggio del Manzoni un omaggio troppo splendido al suo temuto nemico, che pareva come evocato dal suo sepolcro, in quelle strofe potenti». Il Manzoni, tuttavia, ebbe la prudenza di preparare non uno, bensì due esemplari: di questi, uno fu trattenuto dal censore, mentre l'altro fu fatto circolare in forma manoscritta, anche al di fuori del Regno Lombardo-Veneto. Così Alberto Chiari:
Come appena accennato, infatti, Il cinque maggio ebbe vastissima eco; tra gli ammiratori principali vi fu lo scrittore tedesco Johann Wolfgang von Goethe, che tradusse l'ode nel 1822 per poi pubblicarla nel 1823 sulla rivista «Über Kunst und Altertum» col titolo "Der fünfte Mai. Ode von Alexander Manzoni".

## Contenuti
Manzoni, con la stesura de Il cinque maggio, non intendeva né glorificare la figura di Napoleone, né muovere a pietà il lettore per il suo trapasso, bensì illustrare il ruolo salvifico della Grazia divina, offrendo al contempo uno spaccato esistenziale della vita di Napoleone.

### Versi 1-30
(vv. 25-30)
     territorio francese
     paesi vassalli
     paesi alleati

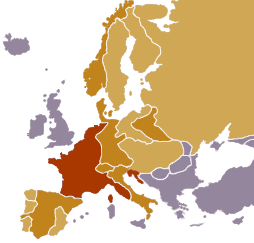
L'impero di Napoleone al suo apogeo nel 1811.
territorio francese
paesi vassalli
paesi alleati

Il cinque maggio ha inizio con un esordio severo e ineluttabile, Ei fu, con il quale Manzoni annuncia al lettore che Napoleone non è più vivo. Per riferirsi al defunto imperatore il poeta ricorre a un pronome personale di gusto solenne e letterario, Ei, che sottolinea la fama di Napoleone, talmente conosciuto che non ha bisogno di introduzioni. La scelta del passato remoto in fu, invece, allontana nel tempo l'epopea napoleonica, che in questo modo viene segnalata come un evento definitivamente concluso, sprofondato nel magma del passato, con una chiara allusione all'inesorabilità dello scorrere del tempo, alla caducità della vita, e alla natura effimera della gloria terrena.
Dopo quest'esordio così pregnante e conciso, Manzoni passa a descrivere l'immobile stupore dell'intera popolazione umana, rimasta percossa, attonita all'annunzio della morte del condottiero. Dell'uom fatale, talmente potente da poter decidere il destino del mondo, ormai non rimane che una spoglia immemore, e niente in essa serba memoria della gloria passata; né si sa quando vi sarà il passo di un uomo simile che la sua cruenta polvere / a calpestar verrà.
Nei versi successivi si fanno alcuni cenni alle ultime vicende militari napoleoniche: la sconfitta di Lipsia del 1813, il periodo dei cento giorni e la disfatta definitiva a Waterloo, nel 1815. Manzoni coglie quest'occasione per sottolineare che lui è vergin di servo encomio e di codardo oltraggio: il poeta, infatti, critica chi sprofonda in lodi sperticate per i trionfi imperiali napoleonici in quanto sintomo di un gretto utilitarismo; altrettanto vergognoso, tuttavia, è il comportamento di coloro che lo denigrarono caduto, quando Napoleone - persa ogni autorità - non aveva possibilità di difendersi. Pertanto, potendo vantare un «plettro immacolato» (cfr. In morte di Carlo Imbonati), Manzoni può legittimamente commuoversi allo sparir di tanto raggio, ed eternare la memoria del defunto imperatore con un cantico che forse non morrà.
La strofa successiva presenta un tono perentorio e indica il quadro geografico nel quale si sono svolte le gesta napoleoniche. Sono citate le due campagne d'Italia (1796 e 1800); la campagna egiziana (1798-99); vengono poi menzionati due fiumi, il Manzanarre e il Reno, in riferimento rispettivamente alla campagna di Spagna del 1806 (il Manzanarre scorre vicino a Madrid) e ai diversi interventi militari in Germania, ove fluisce il Reno (si pensi alle battaglie di Ulm e di Jena). Le vittorie di Napoleone coinvolgono un territorio che si estende dall'Italia meridionale (la punta di Scilla è in Calabria) alla Russia, dove scorre il fiume Don, anche noto come Tanai, dal Mediterraneo all'Atlantico (dall'uno all'altro mar).

### Versi 31-84
Segue una profonda e ansiosa pausa meditativa:
Quella posta all'inizio è un'interrogativa retorica, in quanto al Manzoni cattolico non interessano le glorie terrene di Napoleone, bensì le sue vittorie spirituali, che riconosce essere l'unico mezzo per raggiungere una gloria vera e autentica: convertendosi prima di morire, infatti, il condottiero corso ha dato un'ulteriore prova della grandezza di Dio, che si è servito di lui per imprimere sulla Terra un sigillo più forte della sua potenza creatrice.
Questa meditabonda riflessione è accompagnata da un elenco dei sentimenti che hanno tempestato l'animo di Napoleone durante la sua ascesa al potere: la gioia ansiosa e trepidante che si dispiega nell'animo alla realizzazione di un grande progetto, l'insofferenza di un animo ribelle che, non domato, si sottopone agli altri, ma che pensa al potere, e l'esultanza che sostenne il suo trionfo imperiale, che era quasi folle ritenere possibile. Tutto ei provò (la strofa precedente è retta da questa proposizione): la gloria della vittoria, ma anche l'umiliante fuga dopo la sconfitta (in riferimento alla campagna di Russia del 1812 e alle successive di Lipsia e Waterloo), l'esultanza della ritornata vittoria, e infine l'esilio a Sant'Elena.
(vv. 73-78)

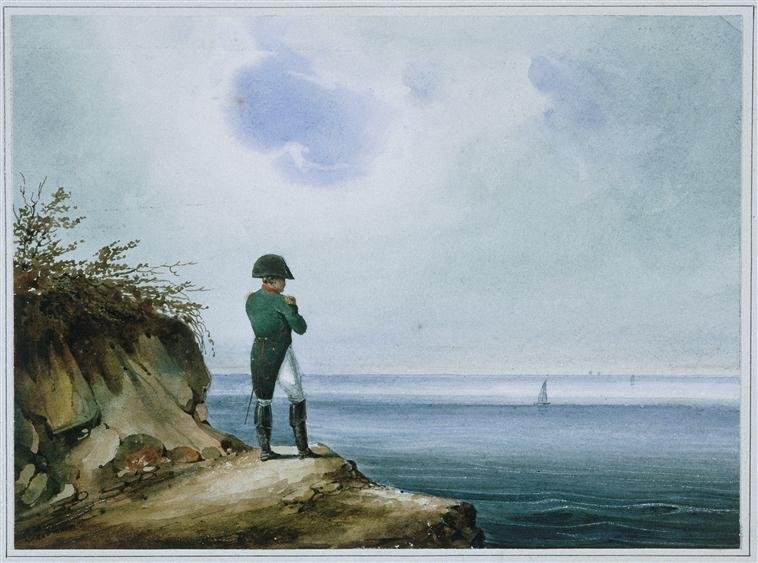
Manzoni scruta dentro l'animo del Napoleone esule a Sant'Elena, riconoscendovi un uomo fiaccato dal cumulo dei ricordi.

La successione di glorie e sconfitte napoleoniche è seguita da quella che, a detta del Momigliani, è la strofa «più importante dell'ode per conoscere il giudizio del Manzoni storico su Napoleone». Secondo Russo:
In questa strofa, che sempre secondo Momigliani «artisticamente è fra le più notevoli [...] dell'ode», Napoleone appare infatti come un titanico dominatore. Ei si nomò, ovvero si impose da sé il titolo di imperatore (strappando la corona dalle mani di papa Pio VII per porla da solo sulla sua testa), e fu artefice del proprio destino; si erse inoltre a giudice fra due secoli, il Settecento e l'Ottocento, vale a dire la Rivoluzione Francese e la Restaurazione.
Napoleone, tuttavia, è pur sempre un uomo, e in quanto tale anch'egli è soggiogato alle dinamiche che regolano gli accadimenti umani. Come sottolineato dall'attacco (realizzato con la congiunzione «E»), gli atti napoleonici si susseguono tumultuosamente: dopo la sua ascesa fulminea, infatti, egli sparì dalla scena del mondo, costretto all'esilio e all'ozio forzato in una piccola isola sperduta nell'Oceano Atlantico, Sant'Elena. Qui Napoleone è travolto dalle contrastanti emozioni che egli stesso aveva suscitato durante la sua vita: immensa invidia e rispetto, odio inestinguibile e amore invincibile. I grandi eroi, secondo Manzoni, sono amati o odiati, non mediocremente sopportati.
Segue, come osservato da Francesco De Sanctis, una strofa in cui «l'immaginazione del poeta si riposa. Napoleone è finito e rimane ozioso, è costretto a ricordare». Per suggerire l'idea di un Napoleone oppresso dal peso straziante dei ricordi, infatti, Manzoni ricorre alla pregnante similitudine di un naufrago che, mentre tende lo sguardo verso lontani approdi, viene travolto da quei marosi che prima egli stesso dominava. Manzoni indaga impietosamente la profonda crisi interiore di Napoleone, uomo condannato a una vita inoperosa pur essendo ancora energico e vitale (come suggerito dai rai fulminei; si noti come anche nella poesia manzoniana gli occhi rappresentino lo specchio dell'anima). È per questo che il condottiero, investito dall'assalto dei ricordi, ripensa alle tende degli accampamenti militari, alle trincee battute dal fuoco dell'artiglieria, al fulminar delle spade dei suoi soldati, all'incalzare della cavalleria, agli ordini concitati e perentori e alla loro fulminea esecuzione.

### Versi 85-108
Il ricordo del passato per Napoleone è soffocante, avvilente, e presagisce la disperazione, come suggerito dalla tronca e disperò, che a mo' di rintocco sembra concludere inesorabilmente la parabola terrena del generalissimo. I suoi tormenti, tuttavia, vengono allietati dalla provvidenziale mano divina che, discesa valida dal cielo, lo eleva a un'atmosfera più serena («più spirabil aere») e alla contemplazione della vita ultraterrena.
Nella penultima strofa, impiegando una perifrasi desunta dalla tradizione religiosa (già Paolo di Tarso parlava di improperium Christi), Manzoni ricorda al lettore che «giammai una più superba altezza non si chinò al disonore del Golgota»: Napoleone, in questo modo, viene interpretato come un uomo dalla personalità grandiosa e dallo straordinario ingegno bellico che, nei suoi ultimi frangenti di vita, seppe rinnegare il proprio orgoglio e chinarsi al legno del Golgota, abbracciando in questo modo la professione cristiana.

## Analisi del testo

### Struttura metrico-stilistica
Il cinque maggio ha la forma metrica dell'ode. Il testo si compone di 108 versi raggruppati in strofe da sei settenari. Il primo, il terzo ed il quinto settenario sono sdruccioli, ovvero pongono l'accento sulla terzultima sillaba, e non sono rimati; il secondo e il quarto sono rimati fra loro e terminano con una parola piana, mentre il sesto e ultimo settenario è tronco e rima con l'ultimo verso della strofa successiva. I settenari sono rimati secondo lo schema ABCBDE, FGHGIE.
La poesia può essere suddivisa in tre parti: nella prima, composta da quattro strofe (vv. 1-24), viene presentato il tema; nella seconda di dieci strofe (vv. 25-84) si ripercorre l'epopea napoleonica, mentre le ultime quattro strofe traggono le conclusioni e pertanto le riserve morali e religiose. La seconda parte, tra l'altro, si presta a un'ulteriore bipartizione: nel primo momento (vv. 25-54) si raccontano i momenti salienti del Napoleone condottiero e imperatore, mentre il secondo (55-84) è dedicato all'esilio finale a Sant'Elena.

### Figure retoriche
Il cinque maggio è impreziosito da:

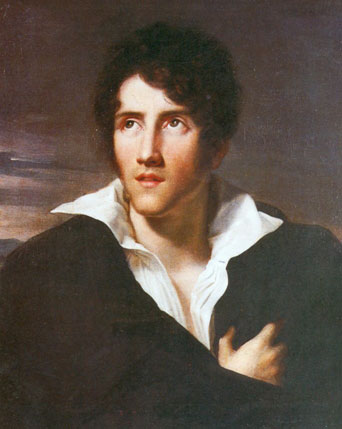
Anonimo inglese, Alessandro Manzoni nel 1805, olio su tela, attualmente nella Casa Manzoni di via del Morone, Milano.

- due similitudini: «Siccome immobile ... così percossa» (vv. 1-5); «Come sul capo / tal su quell'alma!» (vv. 61-67);
- numerosissime metafore: «orba» (v. 4); «tanto raggio» (v. 21); «il fulmine / tenea dietro al baleno» (vv. 27-28); «nella polvere ... sull'altar» (vv. 47-48); «rai fulminei» (v. 75);
- diversi enjambement: «ultima / ora» (vv. 6-7); «simile / orma» (vv. 9-10); «subito / sparir» (vv. 21-22); «Massimo / Fattore» (vv. 33-34); «la procellosa e trepida / gioia» (vv. 37-38); «tacito / morir» (vv. 73-74); «mobili / tende» (vv. 79-80); «benefica / fede» (vv. 97-98);
- anastrofi: «a calpestar verrà» (v. 13); «di mille voci al sonito» (v. 17); «mista la sua non ha» (v. 18); «di quel securo il fulmine» (v. 27); «del creator suo spirito» (v. 35);
- quattro iperbati: «lui folgorante in solio / vide il mio genio e tacque» (vv. 13-14); «tal su quell’alma il cumulo / delle memorie scese» (vv. 67-68); «e dei dì che furono l’assalse il sovvenir» (vv. 77-78); «e in più spirabil aere / pietosa il trasportò» (vv. 89-90);
- tre anafore: «dall'Alpi alle Piramidi, / dal Manzanarre al Reno […], da Scilla al Tanai, dall'uno all’altro mar» (vv. 25 ss); «due volte ... due volte» (vv. 47-48) ; «l'onda ... l'onda» (vv. 62-63);
- un'antonomasia ai vv. 33-34: «Massimo Fattore»;
- due sineddochi, al v. 10 («orma di pie’ mortale») e al v. 56 («breve sponda»);
- alcuni polisindeti: «e sparve e i dì nell'ozio ...» (v. 55); «e ripensò … e i percossi … e il lampo … e l’onda … e il concitato … e il celere» (vv. 79-84);
- due apostrofi: «Bella Immortal!….Scrivi ancor questo…» (vv. 97-99); «tu dalle stanche ceneri…» (v. 103);
- un ossimoro al v. 37-38 «la procellosa e trepida / gioia d’un gran disegno»;
- un'antitesi: «immensa invidia…/ pietà profonda… / inestinguibil odio… / indomato amor» (vv. 57 ss);
- tre perifrasi: «dell’uom fatale» (v. 8); «di quel securo» (v. 27); «al disonor del Golgota» (v. 101);
- personificazioni: «percossa, attonita / la terra ... / muta» (vv. 5-7).